# Tyggegummibanden
Tyggegummibanden var en dansk musikgruppe startet i København i efteråret 1973. Bandet havde sin oprindelse i Thors Hammer og Anaconda, og mindede i musikstil meget om de samtidige Shu-Bi-Dua. Mange af deres numre er engelske og amerikanske rock'n'roll-hits fra 1950'erne og 1960'erne med nye, danske tekster.
I en periode i 1977 kaldte gruppen sig blot "Banden", men efter protester fra Teatergruppen Banden skiftede man snart tilbage til det oprindelige navn.
Tyggegummibanden blev opløst i 1978.
Det oprindelige band bestod af:
- Michael Jørgensen, guitar, sang
- Morten Langebæk, keyboards, piano, sang
- Henrik Bødtcher, bas
- Kasper Winding, trommer og percussion

Senere medlemmer:
- Michael Bruun
- Jan Sivertsen

## Diskografi
- Nu går det løs   (LP) (1974)
- Fuld Fart Rock 'n' Roll   (LP) (1976)
- Banden 3   (LP) (1977)